# Landkreis Waldshut
Der Landkreis Waldshut (alemannisch Waldshuet) ist eine Gebietskörperschaft und einer der vier südlichen Landkreise Baden-Württembergs an der Grenze zur Schweiz. Er gehört zum Regionalverband Hochrhein-Bodensee im Regierungsbezirk Freiburg. Verwaltungssitz ist das Landratsamt in Waldshut-Tiengen.
Der Landkreis Waldshut wurde im Zuge der Kreisreform Baden-Württemberg 1973 am 1. Januar 1973 aus dem bis dato bestehenden ‚alten‘ Landkreis Waldshut und dem Landkreis Säckingen und Teilen des Altkreises Hochschwarzwald gebildet.

## Geografie

### Lage
Der Landkreis Waldshut in der Region Hochrhein umfasst Teile des Südschwarzwalds einschließlich des Hotzenwalds, das untere und mittlere Wutachtal und den Westen des Klettgaus.
Im Süden bildet der Rhein großteils die Kreisgrenze, seine größten Zuflüsse sind (rheinabwärts gezählt) die Wutach, die Schlücht, die Schwarza und die Alb.
Die höchste Erhebung ist das Herzogenhorn mit 1415,6 m ü. NHN, die tiefste Stelle wird am Rhein auf der Gemarkung Wehr mit 276,6 m ü. NHN gemessen.

### Orte
Der Landkreis umfasst 549 Orte (Städte, Dörfer, Weiler, Höfe und Wohnplätze).

### Nachbarkreise
Der Landkreis grenzt im Uhrzeigersinn im Westen beginnend an die Landkreise Lörrach im Westen, Breisgau-Hochschwarzwald im Norden und Schwarzwald-Baar im Nordosten. Im Osten grenzt er an den Schweizer Kanton Schaffhausen, im Südosten an den Kanton Zürich und im Süden an den Kanton Aargau.

### Flächenaufteilung
Nach Daten des Statistischen Landesamtes, Stand 2015.

### Topografie und Geologie
Die Landschaft (Südwestdeutsches Stufenland) grenzt mit dem Hochrhein (Grundwasserrinne) und Oberrhein an das Schweizer Mittelland und ist durch die Gletscher und Schmelzwässer der Eiszeit geprägt worden (Urdonau), während das Gebiet des Schwarzwalds (Hotzenwald) ein Grundgebirge des Kambrium ist. Teils treten auch die Schichten des Trias (Muschelkalk, ehemaliger Gipsabbau bei Tiengen) zu Tage. Es fand auch eine erfolgreiche Geothermiebohrung Waldshut-Tiengen zur Ergründung von Thermalwasser statt. In Bad Säckingen gibt es ebenfalls eine Thermalquelle.
Bis zum Ende der Riß-Kaltzeit vor rund 200.000 Jahren floss der Ur-Rhein von Schaffhausen westlich durch den Klettgau (Klettgaumulde). Das frühere Flussbett wurde mit Alpenschotter mit seltenen Errastrischen oder Juranagelfluhblöcken und Alpenkies (Molasse) aufgefüllt. Ein weiteres Relikt davon ist die „Klettgaurinne“, ein großes Grundwasservorkommen, ein Grundwasserleiter ähnlich dem des Oberrhein-Aquifer, aus dem unter anderem die Kommunen Klettgau, Wutöschingen, Lauchringen und Waldshut-Tiengen ihr Trinkwasser beziehen.
Die Schichten des Waldshuter Mühlsandsteins liegen unmittelbar auf einer eisenführenden Gneisschicht des Grundgebirges auf. Dieses Grundgebirge wird von einem Deckgebirge des Buntsandstein überlagert. Die Schichten des Deckgebirges setzen sich aus dem oben aufliegenden roten Tonstein der Röt-Formation, dazwischenliegendem tonigen, roten und violetten Sandstein mit Karneol – einer gebänderten Varietät des Chalcedons – und unten liegendem groben Mühlsandstein zusammen. Der Hochrhein liegt in Zone 2 der aktiven Erdbeben Deutschlands.

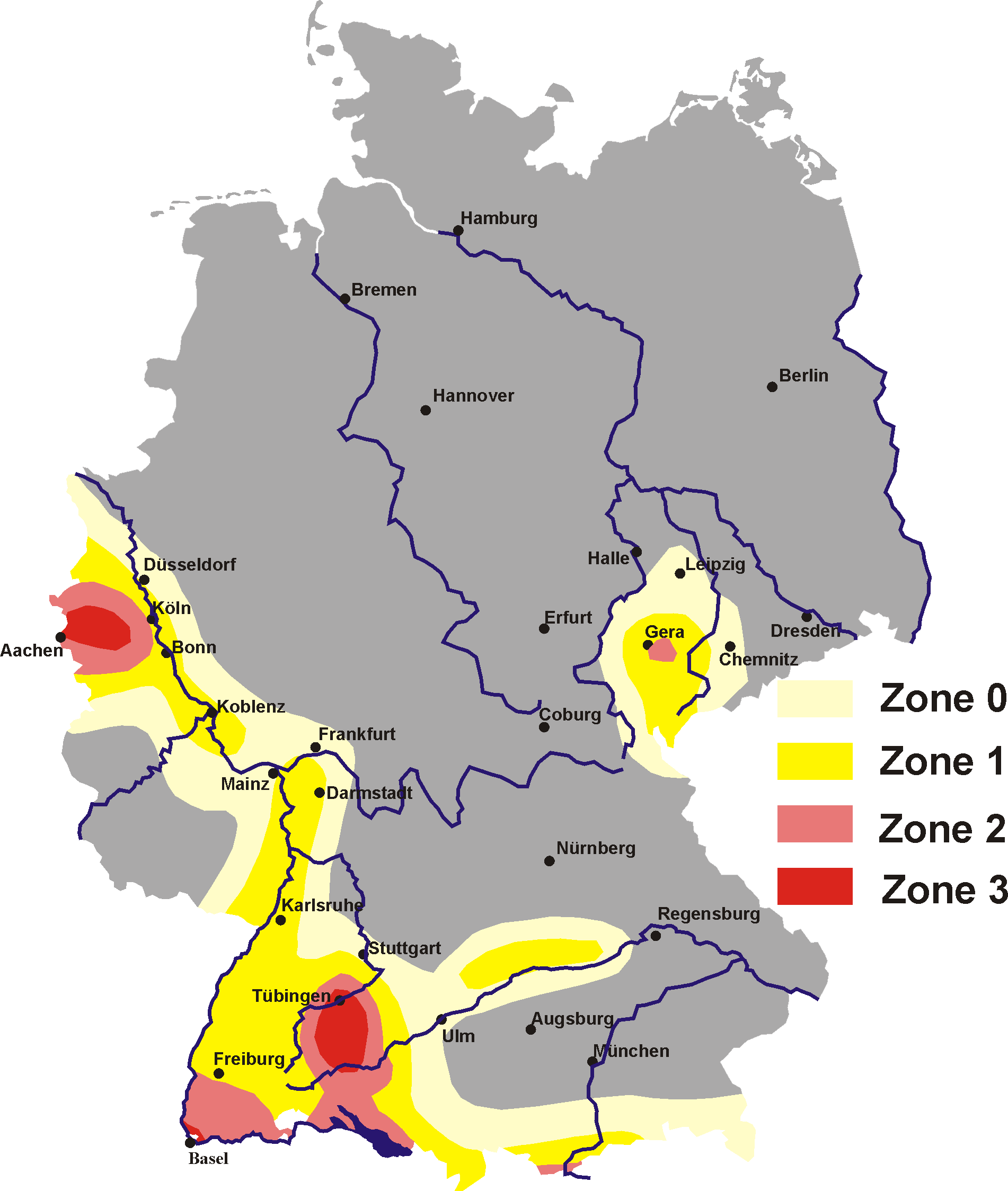
Die Erdbebenzonen am Hochrhein

Der südliche Schwarzwald ist ein altes Bergbaugebiet. Zahlreiche Bergwerke bestanden seit dem frühen Mittelalter und förderten Silber- und Bleierze. Bis in die Neuzeit wurden noch Fluss- und Schwerspat abgebaut. In Menzenschwand wurde ein großes Uranvorkommen entdeckt und großteils abgebaut. Zurzeit bestehen noch einige größere Steinbrüche, etwa der Steinbruch Detzeln und Kiesgruben.
Der Landkreis Waldshut liegt in dem vom Land Baden-Württemberg ermittelten Radonvorsorgegebiet. Diese sind laut Strahlenschutzgesetz verpflichtend zu ermitteln sowie festzulegen und betreffen folgende Gemeinden (Stand 15. Dezember 2020):
- Dachsberg (Gemeinde-Kennziffer 8337027)
- Häusern (Gemeinde-Kennziffer 8337045)
- Herrischried (Gemeinde-Kennziffer 8337049)
- Ibach (Gemeinde-Kennziffer 8337059)
- Rickenbach (Gemeinde-Kennziffer 8337090)
- Sankt Blasien (Gemeinde-Kennziffer 8337097)

### Naturschutz
Der Landkreis Waldshut besitzt folgende 36 Naturschutzgebiete. Nach der Schutzgebietsstatistik der Landesanstalt für Umwelt, Messungen und Naturschutz Baden-Württemberg (LUBW) stehen 3.847,73 Hektar der Kreisfläche unter Naturschutz, das sind 3,40 Prozent.
- Alter Weiher, 16,7 ha, Gemeinden Murg, Rickenbach
- Auäcker, 13,5 ha, Stadt Stühlingen
- Bannwald Wehratal, 127,7 ha, Gemeinde Wehr
- Berghaus, 1,5 ha, Stadt Waldshut-Tiengen
- Braunhalden-Schlattboden, 57,0 ha, Stadt Stühlingen
- Bruggmatt, 2,1 ha, Gemeinde Dachsberg
- Eibenkopf, 0,9 ha, Stadt Waldshut-Tiengen
- Ennersbacher Moor, 20,0 ha, Gemeinde Dachsberg
- Feldberg, 4226,7 ha, Gemeinden Feldberg (Schwarzwald), Hinterzarten, Oberried, Schluchsee, Todtnau
- Friedrich-August-Grube, 6,3 ha, Gemeinde Dachsberg
- Höchenschwander Moor, 9,4 ha, Gemeinde Höchenschwand
- Horbacher Moor, 11,7 ha, Gemeinde Dachsberg
- Kadelburger Lauffen-Wutachmündung, 38,8 ha, Gemeinde Küssaberg, Stadt Waldshut-Tiengen
- Kapellenhalde – Wüster See, 17,7 ha, Gemeinden Dettighofen, Jestetten
- Katzenbuck-Halde, 46,7 ha, Gemeinde Ühlingen-Birkendorf
- Kirchspielwald-Ibacher Moos, 569,5 ha, Gemeinden Dachsberg, Görwihl, Herrischried, Ibach
- Kohlhütte-Lampenschweine, 150,7 ha, Gemeinde Ibach
- Küssenberg, 207,4 ha, Gemeinde Küssaberg
- Lindenberg-Spießenberg, 85,8 ha, Stadt Stühlingen
- Mühlbachtal, 84,9 ha, Gemeinden Albbruck, Laufenburg
- Nacker Mühle, 29,5 ha, Gemeinde Lottstetten
- Oberer Schwarzenbach, 3,2 ha, Gemeinde Rickenbach, Stadt Bad Säckingen
- Orchideenwiese, 1,6 ha, Gemeinde Küssaberg
- Pulsatilla-Standort Dangstetten, 0,6 ha, Gemeinde Küssaberg
- Rüttewies-Scheibenrain, 64,3 ha, Gemeinde Dachsberg
- Samlischbuck, 3,5 ha, Gemeinde Weilheim (Baden)
- Schlüchtsee, 8,5 ha, Gemeinde Grafenhausen
- Schneeglöckchenstandort auf Gemarkung Buch, 1,8 ha, Gemeinde Albbruck
- Schwarza-Schlücht-Tal, 243,9 ha, Gemeinde Weilheim, Ühlingen-Birkendorf, Stadt Waldshut-Tiengen,
- Steppenheide Hardt, 8,6 ha, Gemeinde Bonndorf im Schwarzwald
- Taubenmoos, 205,1 ha, Gemeinde Bernau im Schwarzwald
- Tiefenhäuser Moos, 4,5 ha, Gemeinde Höchenschwand
- Vogtsberg, 88,2 ha, Gemeinde Bonndorf im Schwarzwald
- Wehramündung, 12,1 ha, Gemeinden Schwörstadt (Landkreis Lörrach), Wehr
- Wutachflühen, 374,2 ha, Städte Stühlingen, Blumberg
- Wutachschlucht, 968,8 ha, Gemeinden Friedenweiler, Lenzkirch, Stadt Löffingen (alle Landkreis Breisgau-Hochschwarzwald), Stadt Bräunlingen (Schwarzwald-Baar-Kreis), Stadt Hüfingen, Gemeinden Bonndorf im Schwarzwald, Wutach

## Geschichte

### Ehemalige Territorien
Bis 1803 gehörte der größte Teil des heutigen Landkreises, der Hotzenwald bzw. die Grafschaft Hauenstein, zu Vorderösterreich, zusammen mit dem benachbarten Frickgau die ältesten Besitzungen der Habsburger. Die Verwaltungsaufgaben hatte der Waldvogt mit Sitz im Waldvogteiamt. Daneben gab es die Landgrafschaft Klettgau die zunächst großteils habsburgisch, dann den Grafen von Sulz und später den Fürsten zu Schwarzenberg zugehörig war, mit der Verwaltung im Schloss Tiengen und im Schloss Jestetten, letztlich von Krumau aus.
Die Landgrafschaft Stühlingen, die zuletzt den Fürsten zu Fürstenberg gehörte, wurde vom Schloss Stühlingen aus verwaltet, später vom Schloss Donaueschingen. Die Grafschaft Bonndorf und Herrschaft Blumegg waren reichsunmittelbar, aber dem Kloster St. Blasien unterstellt, während das Kloster selbst zu Vorderösterreich gehörte.
Am Rhein gab es um Hohentengen die Obervogtei Rötteln, die dem Hochstift Konstanz gehörte. Größeren Besitz hatten auch das Kloster Rheinau und das Damenstift Säckingen. Von den einstigen Klöstern besteht keines mehr, das Kloster Marienburg (1862) in Ofteringen und das Kapuzinerkloster Stühlingen (1927, Vorläufer 1743 bis 1802) sind Neugründungen, letzteres besteht seit Ende 2022 nicht mehr.

### Bezirksamt Waldshut
Die Stadt Waldshut mitsamt ihrem Umland gehörte im 18. Jahrhundert zum Oberamt Breisgau in Vorderösterreich. Die Gegend kam 1805 zum Kurfürstentum Baden, aus dem 1806 das Großherzogtum Baden wurde. In Baden wurde am 22. Juni 1807 in der Provinz des Oberrheins das Oberamt Waldshut eingerichtet. Ihm zugeteilt wurden zunächst die Stadt Waldshut sowie unter anderem die Orte Dogern, Gurtweil, Höchenschwand und Unteralpfen. Durch das Organisationsrescript vom 26. November 1809 wurde das Amt Waldshut neu abgegrenzt und dem neuen Wiesenkreis zugeordnet. Auf dem heutigen Gebiet des Landkreises Waldshut bestanden in dieser Zeit auch noch die Ämter Bettmaringen (bis 1813), Bonndorf, Laufenburg (bis 1819), Jestetten, St. Blasien, Säckingen, Stühlingen und Tiengen (bis 1819).
Die Abgrenzung des Amtes Waldshut wurde 1810 und 1813 leicht geändert. Nach der Auflösung des Wiesenkreises kam das Amt Waldshut 1815 zum Dreisamkreis. Das benachbarte Amt Tiengen wurde 1819 aufgelöst; dabei kamen die Stadt Tiengen sowie unter anderem die Orte Dangstetten, Küßnach, Oberlauchringen, Unterlauchringen und Wutöschingen neu zum Amt Waldshut. Seit 1832 gehörte das Amt Waldshut zum Oberrheinkreis. 1857 wurde das Bezirksamt Jestetten vorübergehend in das Bezirksamt Waldshut eingegliedert. Es wurde 1864 wiederhergestellt, dann aber zum 1. Mai 1872 aufgelöst und endgültig in das Bezirksamt Waldshut eingegliedert. Die Gemeinden Detzeln, Eberfingen, Endermettingen, Horheim, Löhningen, Obereggingen, Obermettingen, Untereggingen und Untermettingen wechselten 1864 aus dem Bezirksamt Bonndorf ins Bezirksamt Waldshut, das nun zum Kreis Waldshut im Landeskommissärbezirk Konstanz gehörte.
Am 1. Juli 1921 gab das Bezirksamt Bonndorf die Gemeinde Breitenfeld an das Bezirksamt Waldshut ab. Am 1. April 1924 folgten 31 Gemeinden des aufgelösten Bezirksamts Bonndorf sowie die Gemeinden Amrigschwand, Höchenschwand, Ibach, Immeneich, Schlageten, Tiefenhäusern, Urberg, Wilfingen, Wittenschwand und Wolpadingen des aufgelösten Bezirksamts St. Blasien. Am 1. Oktober 1936 wechselten die Gemeinden Albert, Engelschwand, Görwihl, Grunholz, Hartschwand, Hauenstein, Hochsal, Ibach, Luttingen, Niederwihl, Oberwihl, Rotzel, Rotzingen, Rüßwihl, Schachen, Schlageten, Segeten, Strittmatt, Urberg, Wilfingen, Wittenschwand und Wolpadingen aus dem Bezirksamt Waldshut zum Bezirksamt Säckingen.

### Landkreis Waldshut
Seit dem 1. Januar 1939 hieß das Bezirksamt Waldshut Landkreis Waldshut. Nach dem Kriegsende 1945 wurde der Landkreis Waldshut Teil der Französischen Besatzungszone und gehörte zunächst zum Regierungsbezirk Südbaden.
Am 1. Januar 1971 kam Schlageten aus dem Landkreis Säckingen zum Landkreis Waldshut und am 1. Mai 1972 wurde Mettenberg vorübergehend an den Landkreis Hochschwarzwald abgetreten. Bei der Kreisreform am 1. Januar 1973 entstand der neue Landkreis Waldshut im neuen Regierungsbezirk Freiburg. Damals wurden die Altkreise Säckingen und Hochschwarzwald aufgelöst und Teile hiervon dem Landkreis Waldshut zugeordnet. Die anderen Teile beider Altkreise wurden auf die Landkreise Lörrach und Breisgau-Hochschwarzwald aufgeteilt. Am 1. September 1973 wurde Schönenbach in den Landkreis Breisgau-Hochschwarzwald umgegliedert. Am 18. März 1975 folgte Grünwald (Umgliederung von Bonndorf im Schwarzwald nach Lenzkirch).
Seit dem Abschluss der Gemeindereform umfasst der Landkreis Waldshut 32 Gemeinden, darunter sieben Städte und hiervon wiederum eine Große Kreisstadt, Waldshut-Tiengen, die gleichzeitig die größte Stadt des Kreises ist. Die kleinste Gemeinde ist Ibach. Da viele kleine Gemeinden mit wenig Industrie und Gewerbe zum Landkreis Waldshut gehören, gilt er als einer der ärmeren Landkreise in Baden-Württemberg.

### Einwohnerstatistik

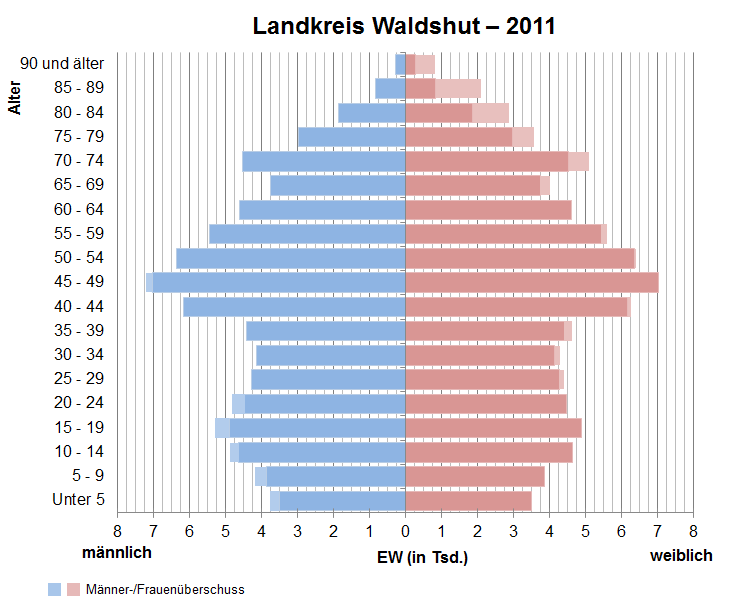
Bevölkerungspyramide für den Landkreis Waldshut (Datenquelle: Zensus 2011)

Die Einwohnerzahlen sind Volkszählungsergebnisse (¹) oder amtliche Fortschreibungen des Statistischen Landesamts Baden-Württemberg (nur Hauptwohnsitze).
| Datum*        | Einwohner |
| ------------- | --------- |
| 1973          | 143.389   |
| 1975          | 142.920   |
| 1980          | 143.647   |
| 1985          | 145.586   |
| 25. Mai 1987¹ | 144.883   |
| 1990          | 155.221   |

| Datum* | Einwohner |
| ------ | --------- |
| 1995   | 163.326   |
| 2000   | 164.944   |
| 2005   | 167.274   |
| 2010   | 166.140   |
| 2015   | 167.861   |
| 2020   | 171.237   |

* je 31. Dezember, wenn nicht anders angegeben

### Konfessionsstatistik
Gemäß dem Zensus 2011 waren 74,5 % der Einwohner römisch-katholisch, 8,5 % evangelisch und 16,9 % waren konfessionslos, gehörten einer anderen Glaubensgemeinschaft an oder machten keine Angabe. Gemäß dem Zensus 2022 waren 44,7 % der Einwohner katholisch, 14,4 % evangelisch, und 40,9 % waren konfessionslos, gehörten einer anderen Glaubensgemeinschaft an oder machten keine Angabe.
Ende 2020 hatte die katholische Kirche im Landkreis Waldshut noch 82.748 Mitglieder. Laut kirchlicher Statistik waren Ende 2022 44,7 % – 78.273 der 175.075 Einwohnern – katholisch und Ende 2023 43,5 % – 75.881 der 174.391 Einwohnern – katholisch.

## Politik

### Kreistag
Der Kreistag wird von den Wahlberechtigten im Landkreis auf fünf Jahre gewählt. Die Kommunalwahl am 9. Juni 2024 führte zu dem in den Diagrammen dargestellten Ergebnis.
Die größten Stimmenzuwächse hat die AfD verzeichnet. Die größten Verluste haben die Grünen eingefahren.
- Grüne: 7
- SPD: 6
- FDP: 3
- FW: 13
- CDU: 21
- AfD: 7

| Parteien und Wählergemeinschaften | Parteien und Wählergemeinschaften           | % 2024 | Sitze 2024 | % 2019 | Sitze 2019 | % 2014 | Sitze 2014 | % 2009 | Sitze 2009 | % 2004 | Sitze 2004 | % 1999 | Sitze 1999 | % 1994 | Sitze 1994 | % 1989 | Sitze 1989 |
| --------------------------------- | ------------------------------------------- | ------ | ---------- | ------ | ---------- | ------ | ---------- | ------ | ---------- | ------ | ---------- | ------ | ---------- | ------ | ---------- | ------ | ---------- |
| CDU                               | Christlich Demokratische Union Deutschlands | 37,8   | 21         | 36,2   | 18         | 40,8   | 19         | 37,5   | 20         | 41,6   | 23         | 44,2   | 25         | 40,8   | 24         | 47,6   | 26         |
| FW                                | Freie Wähler Baden-Württemberg              | 22,9   | 13         | 21,0   | 11         | 22,7   | 11         | 25,3   | 14         | –      | –          | –      | –          | –      | –          | –      | –          |
| WG*                               | Wählervereinigungen                         | -      | -          | –      | –          | –      | –          | –      | –          | 24,9   | 15         | 22,9   | 13         | 19,6   | 12         | 14,2   | 8          |
| Grüne                             | Bündnis 90/Die Grünen                       | 11,7   | 7          | 16,5   | 8          | 10,0   | 5          | 8,8    | 5          | 7,7    | 4          | 6,0    | 3          | 7,8    | 4          | 7,7    | 4          |
| SPD                               | Sozialdemokratische Partei Deutschlands     | 10,6   | 6          | 13,6   | 7          | 17,6   | 8          | 17,3   | 9          | 18,1   | 9          | 17,7   | 9          | 21,1   | 12         | 21,1   | 10         |
| FDP                               | Freie Demokratische Partei                  | 5,7    | 3          | 8,0    | 4          | 7,5    | 3          | 9,5    | 5          | 5,5    | 2          | 6,1    | 3          | 6,5    | 3          | 8,9    | 4          |
| AfD                               | Alternative für Deutschland                 | 11,3   | 7          | 4,2    | 2          | –      | –          | –      | –          | –      | –          | –      | –          | –      | –          | –      | –          |
| LINKE                             | Die Linke                                   | -      | -          | 0,5    | 0          | 1,4    | 1          | 0,0    | 0          | –      | –          | –      | –          | –      | –          | –      | –          |
| ÖDP                               | Ökologisch-Demokratische Partei             | -      | -          | –      | –          | –      | –          | 1,2    | 0          | –      | –          | –      | –          | –      | –          | –      | –          |
| REP                               | Die Republikaner                            | -      | -          | –      | –          | –      | –          | 0,4    | 0          | 0,5    | 0          | 1,2    | 0          | 1,2    | 0          | –      | –          |
| Sonst.                            | Sonstige                                    | -      | -          | –      | –          | –      | –          | –      | –          | 1,7    | 0          | 1,9    | 1          | 3,0    | 1          | 0,4    | 0          |
| Gesamt                            | Gesamt                                      | 100    | 57         | 100    | 50         | 100    | 47         | 100    | 53         | 100    | 53         | 100    | 54         | 100    | 56         | 100    | 52         |
| Wahlbeteiligung                   | Wahlbeteiligung                             | 59,1 % | 59,1 %     | 56,9 % | 56,9 %     | 49,0 % | 49,0 %     | 49,2 % | 49,2 %     | 51,7 % | 51,7 %     | 54,3 % | 54,3 %     | 66,2 % | 66,2 %     | 61,1 % | 61,1 %     |

* Wählervereinigungen von 1989 bis 2004 nicht auf einzelne Wählergruppen aufgeschlüsselt

### Landrat

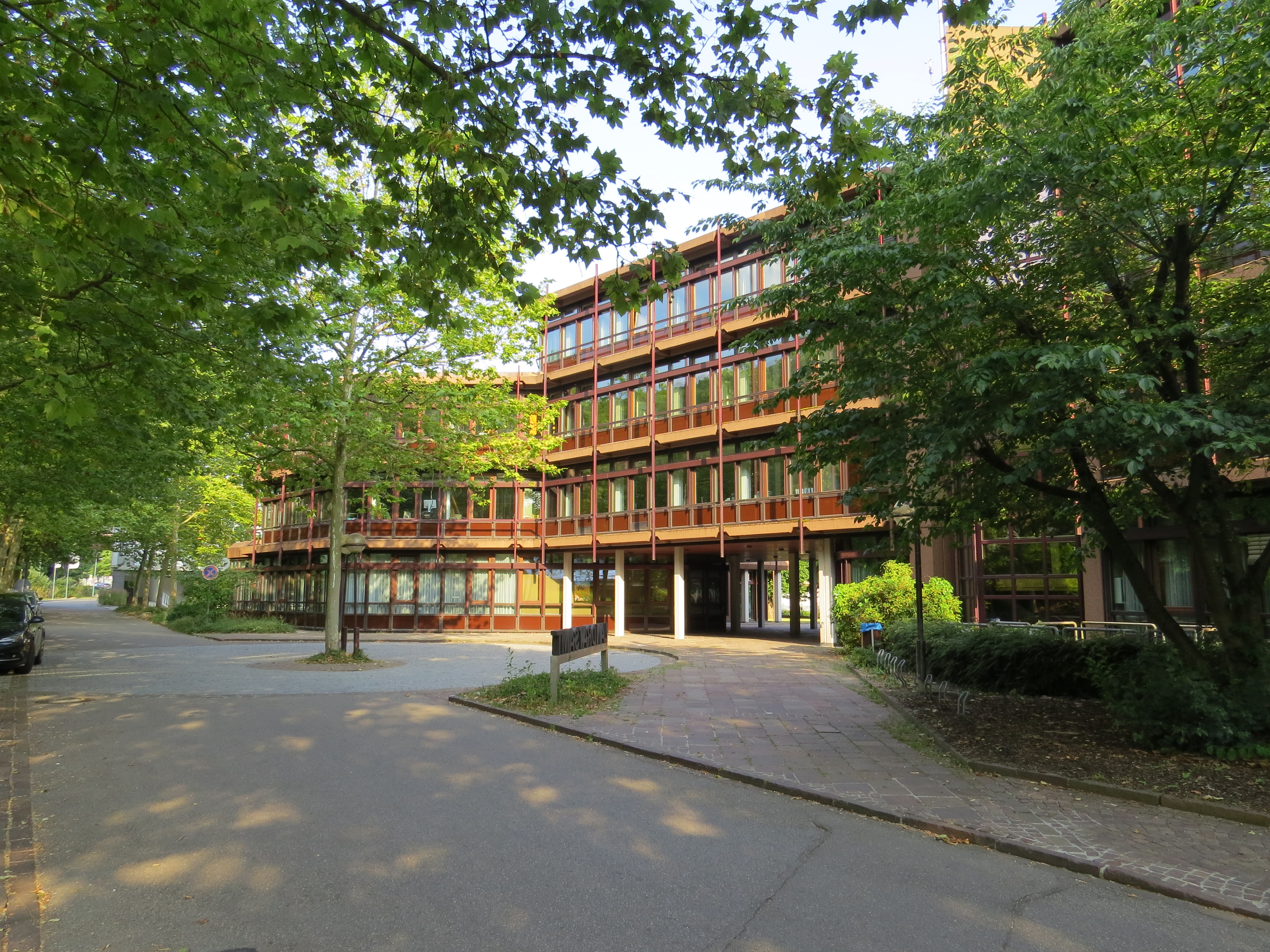
Landratsamt Waldshut

Der Landrat wird vom Kreistag für eine Amtszeit von acht Jahren gewählt. Er ist gesetzlicher Vertreter und Repräsentant des Landkreises sowie Vorsitzender des Kreistags und seiner Ausschüsse. Er leitet das Landratsamt und ist Beamter des Kreises. Zu seinem Aufgabengebiet zählen die Vorbereitung der Kreistagssitzungen sowie seiner Ausschüsse. Er beruft Sitzungen ein, leitet diese und vollzieht die dort gefassten Beschlüsse. In den Gremien hat er kein Stimmrecht. Sein Stellvertreter ist der Erste Landesbeamte.
Die Landräte des Landkreises Säckingen 1945–1972:
- 1945–1949: Alfons Oswald
- 1949–1968: Otto Bischof
- 1968–1972: Otto Leible

Die Oberamtmänner bzw. Landräte des Bezirksamts bzw. Landkreises Waldshut seit 1807:
- 1807–1819: Mathias Föhrenbach
- 1819–1834: Johann Baptist Schilling
- 1834–1846: Joseph Maximilian Dreyer
- 1846–1847: Alois Lang
- 1847–1850: Wilhelm Bulster
- 1850–1853: Anton Jüngling
- 1853–1860: Matthias Schmieder
- 1860–1867: Leopold Rieder
- 1867–1871: Gustav von Stösser
- 1871–1877: Karl Heinrich Baader
- 1877–1881: Rudolf Rüdt von Collenberg-Eberstadt
- 1881–1887: Richard Bensinger
- 1887–1889: Karl Heil
- 1890–1896: Robert Benckiser
- 1896–1902: Johann Wild
- 1902–1909: Franz Keim
- 1909–1912: Otto Seidenadel
- 1912–1920: Hermann Korn
- 1921–1931: Otto Schäfer
- 1932–1942: Camill Hofheinz
- 1942–1945: Waldemar Ernst
- 1945–1947: Joachim Straub
- 1947:–1947 Alfons Oswald (kommissarisch)
- 1947–1949: Georg Beck (kommissarisch)
- 1949–1954: Ludwig Seiterich
- 1954–1971: Wilfried Schäfer
- 1971–1979: Norbert Nothhelfer
- 1980–2006: Bernhard Wütz
- 2006–2014: Tilman Bollacher
- seit 1. September 2014: Martin Kistler

### Wappen und Flagge
Durch einen silbernen Wellenschrägbalken geteilt: oben in Grün ein schräg liegender, aus dem hinteren Schildrand wachsender goldener Abtsstab; unten in Blau ein goldenes Turbinenrad. Das Wappen wurde am 11. Dezember 1973 vom Innenministerium Baden-Württemberg verliehen.
Das Turbinenrad steht für die bedeutende Rolle der elektrischen Energie für die wirtschaftliche Entwicklung des Hochrheins. Der Wellenbalken symbolisiert die Flüsse Rhein, Wehra, Murg, Alb, Schwarza, Schlücht, Steina und Wutach, die das Kreisgebiet durchziehen. Der Abtsstab verweist auf die klösterlichen Gründungen im Kreisgebiet.
Der frühere Landkreis Waldshut hatte vor der Kreisreform ein anderes Wappen. Es zeigte in von Silber und Rot gespaltenem Schild vorne auf grünem Dreiberg eine grüne Tanne mit goldenem Stamm, hinten ein silbernes Turbinenrad über silbernem Wellenbalken. Dieses Wappen war dem Landkreis Waldshut am 25. November 1957 vom Innenministerium Baden-Württemberg verliehen worden. Die Wappenbilder sollten auf die wirtschaftlichen Hauptzweige im Kreisgebiet, den Waldreichtum und die Industrie, hinweisen. Mit der Neubildung des Kreises bei der Kreisreform verlor es seine Gültigkeit.
Die Flaggenfarben des Landkreises Waldshut sind Gelb-Grün.

## Kultur
Am 30. Mai 2011 wurde ein dritter und vorläufig letzter Projektabschnitt fertiggestellt, in dem Bildende Künstler aus der Region – unter ihnen Cordula Güdemann und Kolibri – für insgesamt 32 Punkte an der Waldshuter Landkreisgrenze Flaggen gestaltet haben.

## Wirtschaft und Infrastruktur
Der Landkreis ist zum größten Teil von mittelständischen Betrieben geprägt. 85 % der Beschäftigen arbeiten in Betrieben mit weniger als 100 Mitarbeitern.
Im Dienstleistungssektor dominieren Gesundheits-, Veterinär- und Sozialwesen, Handel, Tourismus, Logistik und Energieversorgung. Schwerpunkte im Produzierenden Gewerbe sind Metallbearbeitung, Maschinen- und Fahrzeugbau, Chemie- und Textilindustrie sowie Holz- und Kunststoffverarbeitung. Das Handwerk stellt mit rund 2000 Betrieben und 20.000 Beschäftigten eine starke Säule der Wirtschaft dar.
Tourismus und Gesundheitswesen sind besonders im Hochschwarzwald und am Hochrhein wichtige Wirtschaftsfaktoren. Mit 433.446 Gästeankünften (2010) und 1,974 Millionen Übernachtungen gehört der Landkreis Waldshut zu den wichtigsten Tourismuszielen in Baden-Württemberg.
Zum umsatzstärksten Unternehmen des Landkreises hat sich die STo AG entwickelt (2012).

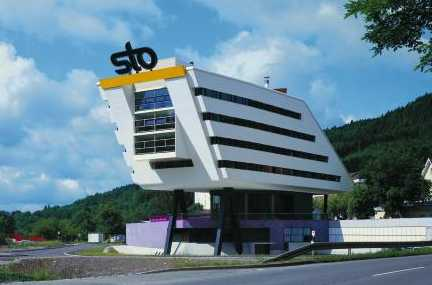
K-Gebäude des Architekten Michael Wilford in Weizen

Die Volksbank Rhein-Wehra ist im Landkreis und im Landkreis Lörrach etabliert.
Rund 12.600 Arbeitnehmer (Stand: 2011) sind Grenzgänger in die Schweiz, das sind knapp 18 % der Erwerbstätigen (2009: 70.400). Die Grenzgänger werden seit 2009 bei der Berechnung der Arbeitslosenquote berücksichtigt. Die Arbeitslosenquote lag 2015 bei 2,7 %.
Laut Schweizer Bundesamt für Statistik arbeiteten im ersten Quartal […] im Landkreis Waldshut 14.259 Personen (10.366 Männer, 3893 Frauen) als Grenzgänger in der Schweiz. […] Der Kreis Waldshut zählt 78.100 Erwerbstätige. Die Bevölkerungszahl des Landkreises Waldshut liegt bei 170.198 (Zahlen für 2019).
Im Zukunftsatlas 2016 belegte der Landkreis Waldshut Platz 183 von 402 Landkreisen, Kommunalverbänden und kreisfreien Städten in Deutschland und zählt damit zu den Regionen mit „ausgeglichenem Chancen-Risiko Mix“ für die Zukunft. In der Ausgabe von 2019 lag er auf Platz 174 von 401. 2022 lag der Landkreis jedoch auf Platz 233 von 400.

### Verkehr

#### Bahn
Am Hochrhein entlang verläuft die von der Badischen Staatsbahn erbaute Hochrheinbahn als Hauptstrecke vom Badischen Bahnhof in Basel über Schaffhausen nach Singen (Hohentwiel). Diese erreichte 1856 Waldshut, von wo 1859 eine Verbindungsbahn über den Rhein in das schweizerische Koblenz AG gebaut wurde, und 1863 Schaffhausen.
Da diese wichtige Linie durch das Staatsgebiet der neutralen Schweiz führt, wurde die 1875/76 von Lauchringen über Stühlingen bis Weizen eröffnete Wutachtalbahn im Jahre 1890 mit aufwendigen Kunstbauten als eine Strategische Strecke über Zollhaus-Blumberg ins Donautal verlängert. Im selben Jahr entstand ebenfalls aus militärischen Gründen die Strecke Bad Säckingen – Schopfheim.
Der Luftkurort Bonndorf erhielt 1907 einen Anschluss an die Höllentalbahn über den Bahnhof Kappel Gutachbrücke.
Eine Besonderheit stellt auch die 1897 von der Schweizerischen Nordostbahn in Betrieb genommene Hauptbahn Schaffhausen – Zürich dar, die heute den Schweizerischen Bundesbahnen gehört und im Kreisgebiet drei Bahnhöfe besitzt.
Dazu gehören folgende drei Gemeinden:
- Lottstetten
- Jestetten
- Altenburg

Der Bahnhof Altenburg-Rheinau  wird seit Ende 2011 nicht mehr bedient.
Von den 115 Kilometern Schienennetz wurden 31 Kilometer für den regulären Personenverkehr stillgelegt:
- 1955: Lausheim-Blumegg–Grimmelshofen (–Zollhaus-Blumberg) (Wutachtalbahn, neun Kilometer)
- 1966: (Kappel Gutachbrücke–) Gündelwangen–Bonndorf (sieben Kilometer)
- 1971: Bad Säckingen–Wehr (–Schopfheim) (Wehratalbahn, zwölf Kilometer) und Weizen–Lausheim-Blumegg (Wutachtalbahn, drei Kilometer)

#### Radverkehr
Durch den Landkreis Waldshut verlaufen die folgenden Alltagsrouten aus dem Radnetz Baden-Württemberg:
- Von Rheinfelden (Baden) kommend über Bad Säckingen, Laufenburg, Waldshut-Tiengen und Erzingen Richtung Schaffhausen
- Von Schopfheim kommend über Wehr nach Bad Säckingen und zur Schweizer Grenze bei Stein im Kanton Aargau
- Von der Route nach Erzingen bei Geißlingen abzweigend über Jestetten Richtung Schaffhausen.

Zudem gibt es einen Radverkehrsplan des Landkreises.
Durch den Landkreis verlaufen die folgenden Landes-Radfernwege: 
- Der baden-württembergische Rheinradweg von Konstanz bis Mannheim ist Teil des Rheinradwegs, der von der Quelle des Rheins am Oberalppass im Schweizer Kanton Graubünden bis zur Mündung bei Rotterdam führt. Er verläuft von Schaffhausen kommend über Jestetten und Lottstetten, später über Hohentengen am Hochrhein, Waldshut, Laufenburg, Bad Säckingen und Wehr (Ortsteil Öflingen) Richtung Rheinfelden. Dazwischen verläuft er von Rafz bis Wasterkingen durch Schweizer Gebiet. Er ist am Hochrhein ausgewiesen als Eurovelo-Route 6 (Atlantik - Schwarzes Meer) und 15 (Rheinradweg)[39] und als D-Routen 6 (Donauroute) und 8 (Rhein-Route)[40].
- Der Schwarzwald-Panorama-Radweg führt von Pforzheim, Freudenstadt und Titisee-Neustadt kommend über Bonndorf und Stühlingen nach Waldshut-Tiengen.
- Der Südschwarzwald-Radweg führt als Rundweg von Hinterzarten über Waldshut-Tiengen, Basel und Freiburg rund um den Naturpark Südschwarzwald und im Abschnitt zwischen Bonndorf und Wehr (Ortsteil Öflingen) durch den Landkreis Waldshut.

Der Landkreis Waldshut ist Mitglied der AGFK (Arbeitsgemeinschaft Fahrrad- und Fußverkehrsfreundlicher Kommunen) in Baden-Württemberg.

#### Straßen
Durch das Kreisgebiet führen Teilstücke der im Bau befindlichen A 98 sowie mehrere Bundesstraßen, darunter die B 34 als Teil der Europastraße 54 von Lörrach über Waldshut-Tiengen nach Singen, über Schweizer Gebiet im Kanton Schaffhausen zur A4, und die als Autobahnzubringer zur A 81 dienende B 314 von Waldshut-Tiengen über Blumberg nach Singen über deutsches Gebiet des Randen. Bedeutung hat auch die B 500 von Schluchsee – Höchenschwand – Waldshut. Ferner erschließen mehrere Land- und Kreisstraßen den Landkreis.

#### Flugplätze
Im Landkreis Waldshut gibt es neben dem Flugplatz Bohlhof noch einen kleinen Flugplatz, das Segelfluggelände Hütten-Hotzenwald. Das Segelfluggelände Reiselfingen liegt nahe an der Kreisgrenze im Landkreis Breisgau-Hochschwarzwald. Ebenfalls außerhalb des Landkreises liegt bei Neunkirch in der Schweiz der Flugplatz Schaffhausen.

### Grenze zur Schweiz
Die Grenze zur Schweiz ist ein wesentlicher Bestandteil der Struktur des Landkreises Waldshut, sie hat eine lange Geschichte, die verbindet und trennt. Im Ersten Weltkrieg und im Zweiten Weltkrieg war sie besonders gesichert durch die Grenzbesetzung. Auch heute sind noch Grenzbefestigungen der Schweiz sichtbar.

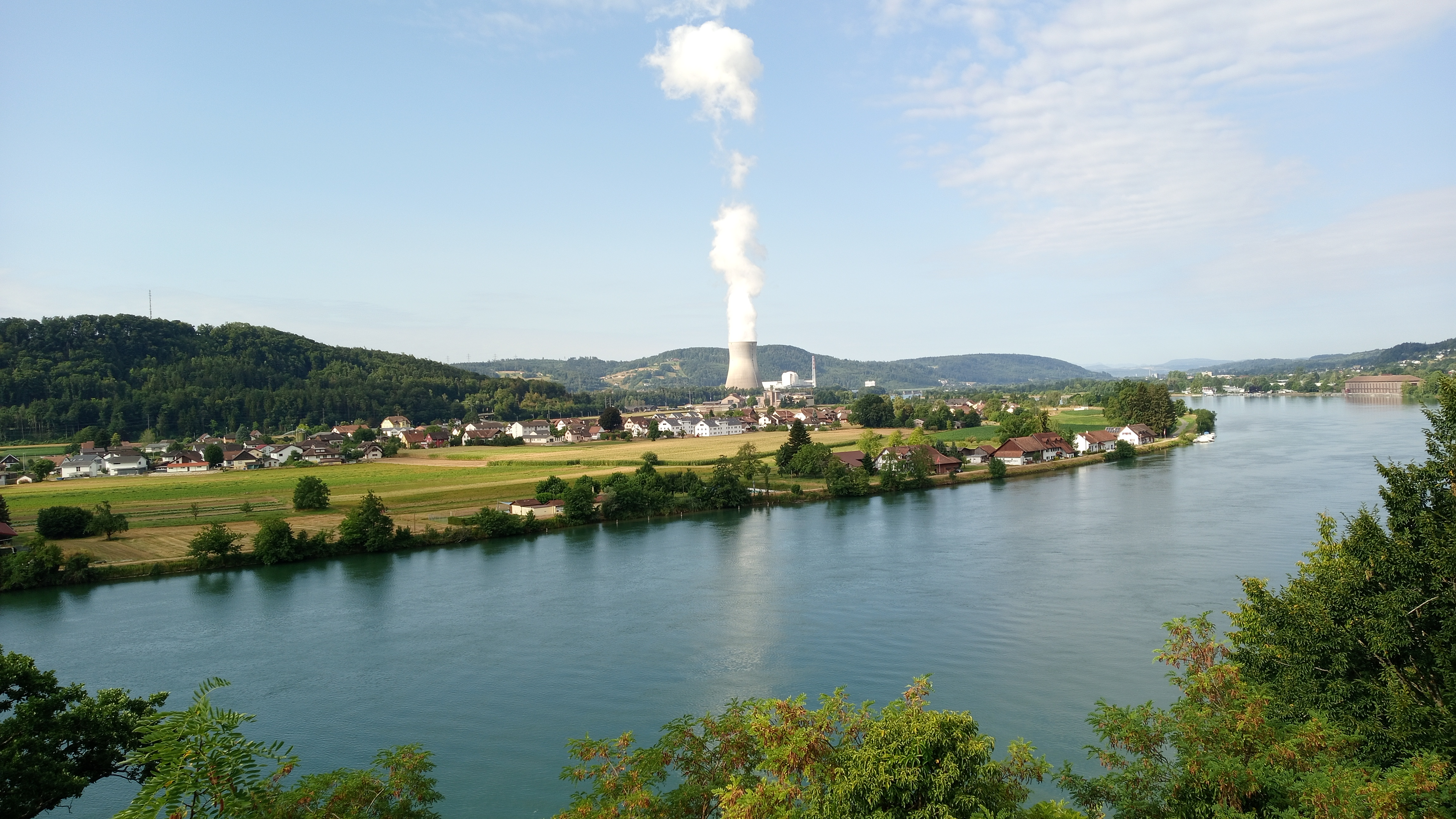
In Nähe der Kreisstadt Waldshut, getrennt durch den Hochrhein, liegt das Schweizer Kernkraftwerk Leibstadt (2022)

Auch nach dem Beitritt der Schweiz zum Schengener Abkommen wird die Staatsgrenze zwischen der Schweiz und Deutschland überwacht. Kontrolliert wird dabei der Warenverkehr zwischen dem Schweizer Zollgebiet und dem Zollgebiet der Union. Dies geschieht durch das Schweizer Grenzwachtkorps und die Bundeszollverwaltung Deutschlands.
Der Grenzübertritt wird geregelt über Grenzübergänge zumeist an den Brücken am Hochrhein und durch die Verzollungsanlagen. Für den Kreis Waldshut relevant sind die Zollübergänge zwischen Waldshut-Tiengen – Koblenz, Bad Säckingen – Stein, die Hochrheinbrücke Laufenburg (Baden) – Laufenburg (Schweiz), Rheinheim – Bad Zurzach, Hohentengen am Hochrhein – Kaiserstuhl, Erzingen – Trasadingen, Jestetten – Neuhausen, Lottstetten – Rafz und Stühlingen – Schleitheim.

### Kreiseinrichtungen

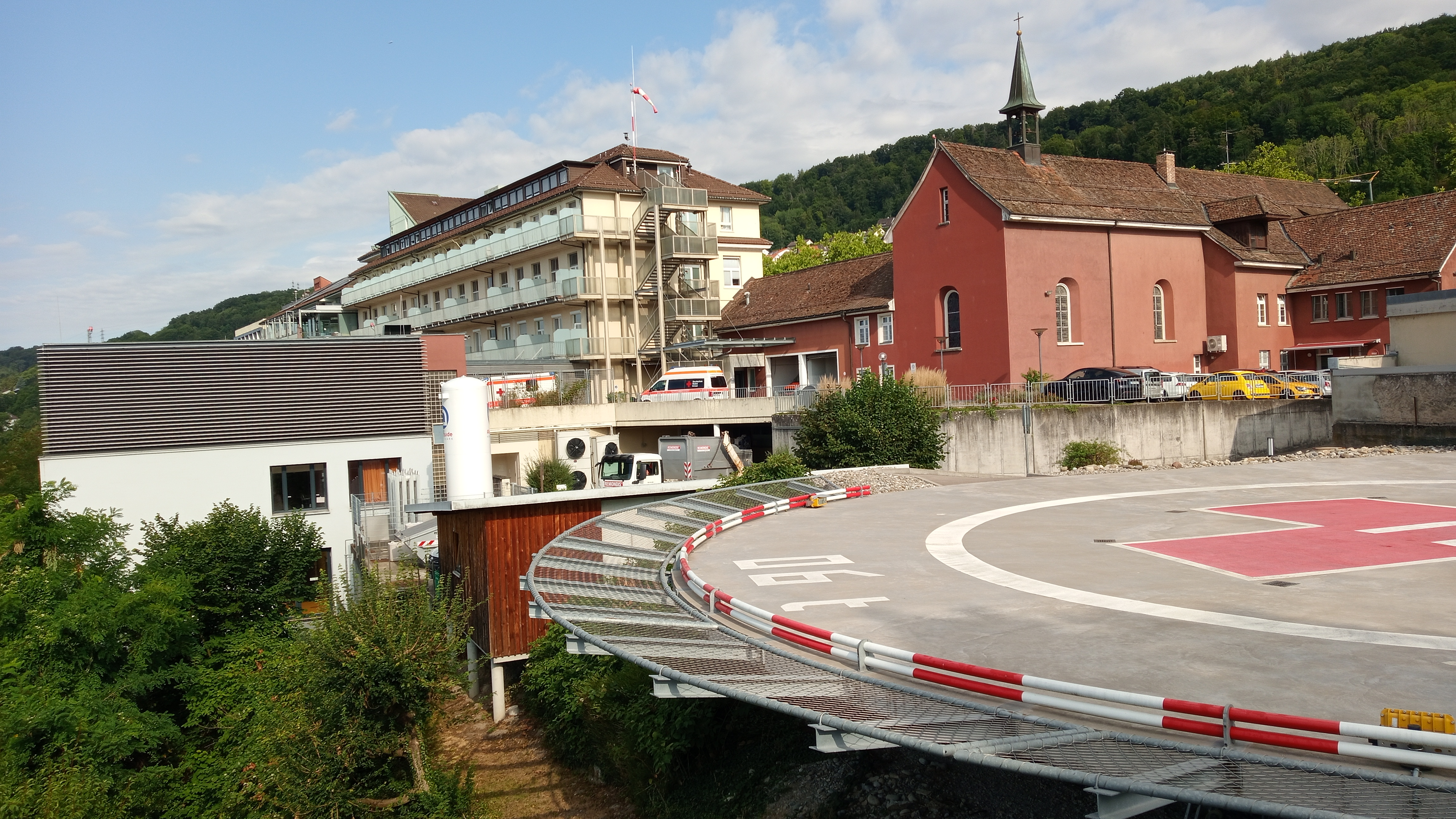
Südseite des Klinikums mit Kapelle des ehemaligen Kapuzinerklosters und dem Helikopter-Landeplatz (2022)

Der Landkreis Waldshut ist Träger folgender Beruflicher Schulen: Gewerbliche Schulen Bad Säckingen, Gewerbliche Schulen Waldshut-Tiengen, Rudolf-Eberle-Schule (Kaufmännische Schulen) Bad Säckingen, Kaufmännische Schulen Waldshut-Tiengen, Hauswirtschaftliche Schulen Bad Säckingen, Justus-von-Liebig-Schule (Hauswirtschaftliche Schulen) Waldshut-Tiengen, ferner folgender Sonderpädagogischer Bildungs- und Beratungszentren: Martin-Gerbert-Schule Bonndorf (Förderschwerpunkt Lernen), Rudolf-Graber-Schule Bad Säckingen (Förderschwerpunkt Lernen), Langenstein-Schule Waldshut-Tiengen (Förderschwerpunkt Lernen), Langenstein-Schule Waldshut-Tiengen (Förderschwerpunkt Sprache), Waldtorschule Waldshut-Tiengen (Förderschwerpunkt Lernen), Laufenschule Laufenburg (Förderschwerpunkt geistige Entwicklung), Carl-Heinrich-Rösch-Schule mit Schulkindergarten Waldshut-Tiengen (Förderschwerpunkt geistige Entwicklung) und Wutachschule mit Schulkindergarten Waldshut-Tiengen (Förderschwerpunkt körperlich und motorische Entwicklung).
Weitere Schulen im Landkreis Waldshut sind:
- Scheffel-Gymnasium Bad Säckingen
- Hochrhein-Gymnasium Waldshut
- Klettgau-Gymnasium Tiengen
- Alemannenschule Wutöschingen (mit gymnasialer Oberstufe)
- Realschule Stühlingen
- Realschule Jestetten
- Werkrealschule Rheinheim
- Werkrealschule Erzingen
- Schlüchttal-Schule Grafenhausen und Ühlingen-Birkendorf, Werkrealschule mit Grundschule
- Bildungszentrum Bonndorf mit Realschule und Werkrealschule
- Kolleg St. Blasien (Privatschule)
- Freie Waldorfschule Dachsberg (Privatschule)
- Justus-von-Liebig-Schule Waldshut

Der Landkreis Waldshut ist alleiniger Gesellschafter des Krankenhauses in Waldshut mit Namen Klinikum Hochrhein, nachdem das Krankenhaus Bad Säckingen zum Jahresende 2017 geschlossen wurde. Im Planungsverfahren ist seit 2020 als Zentralklinik ein Gesundheitspark Hochrhein in Albbruck.
2022 aufgelöst wurde das Krankenhaus Loreto in Stühlingen. Der Landkreis betreibt ferner ein Pflegeheim in Jestetten in der Form eines Eigenbetriebs im einstigen Schloss Jestetten.
Das Landratsamt Waldshut (einschließlich Außenstellen und Eigenbetrieben) ist nach der Eingliederung der Sonderbehörden zum 1. Januar 2005 zum größten Arbeitgeber im Landkreis geworden.
Seit dem 1. Juli 1991 besteht das Kreisarchiv des Landkreises Waldshut in Albbruck.

### Energie
Im Landkreis befinden sich drei 380-kV-Umspannwerke in Tiengen, Gurtweil und Kühmoos und fünf Pumpspeicherwerke in Waldshut, Witznau, Häusern, Wehr und Bad Säckingen. Umweltfreundliche Energie wird in Flusskraftwerken am Hochrhein und an kleineren Flüssen erzeugt. Die Windkraft wird bei Bonndorf genutzt.

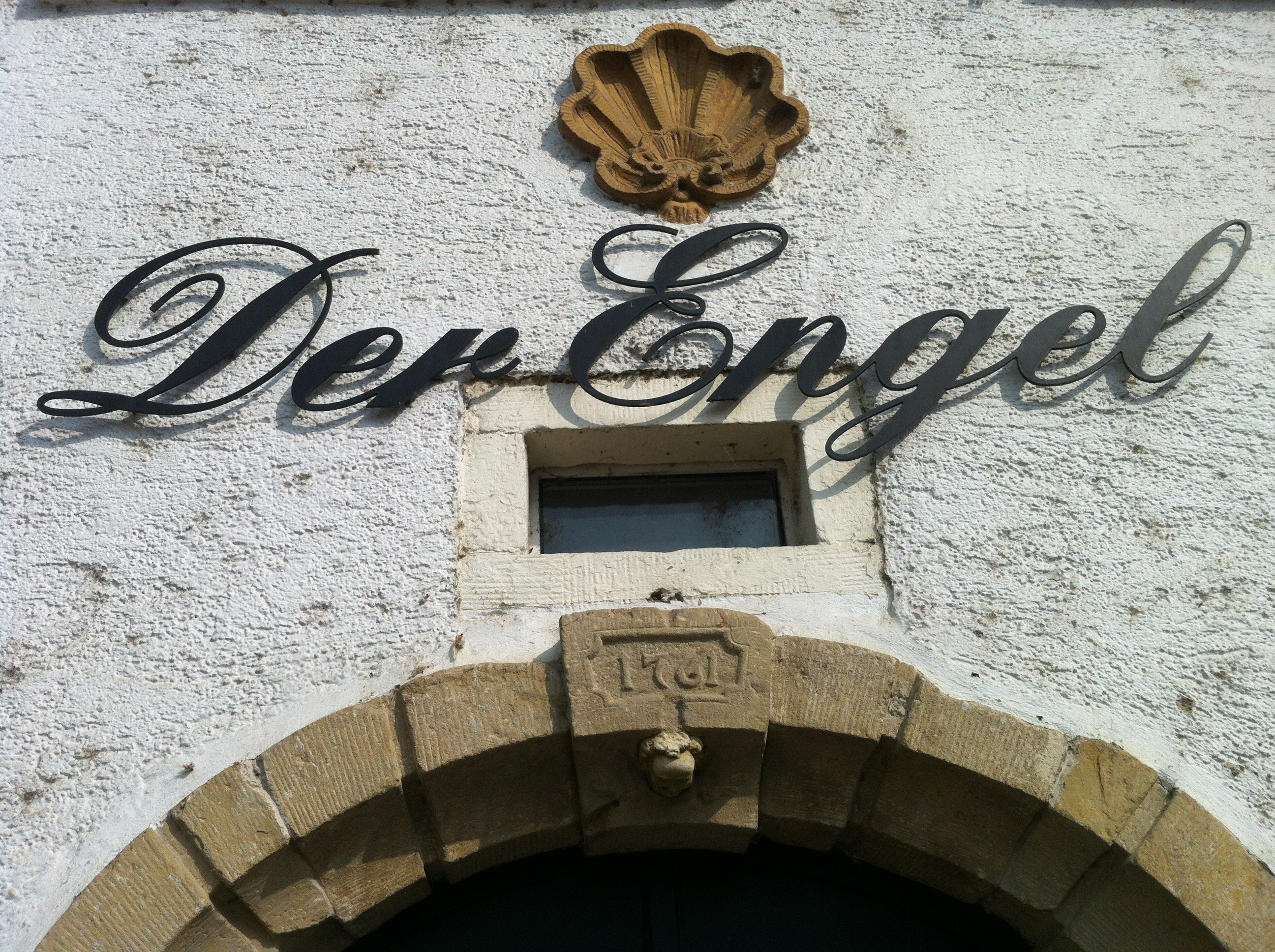
Der Engel in Rheinheim. Im Portal oben die „Jakobsmuschel“

### Gastronomie
Traditionsgasthöfe im Landkreis sind mit urkundlichem Nachweis ...
- Gasthaus Adler (Lauchringen) im Habsburger Urbar 1303/08.
- Gasthaus Der Engel (Rheinheim) in einem Vertragswerk des Bistums Konstanz 1497. Er liegt an einem Weg der Jakobspilger durch den Landkreis.
- Gasthaus Adler (Häusern), unsicher in Tafernrechtevergabe 1596, gesichert 1784

## Gemeinden
(Einwohner am 31. Dezember 2024)
| Städte 1. Bad Säckingen (17.767) 2. Bonndorf im Schwarzwald (6802) 3. Laufenburg (Baden) (9335) 4. St. Blasien (3818) 5. Stühlingen (5351) 6. Waldshut-Tiengen, Große Kreisstadt (25.019) 7. Wehr (13.126) Vereinbarte Verwaltungsgemeinschaften und Gemeindeverwaltungsverbände 1. Vereinbarte Verwaltungsgemeinschaft der Stadt Bad Säckingen mit den Gemeinden Herrischried, Murg und Rickenbach 2. Vereinbarte Verwaltungsgemeinschaft der Stadt Bonndorf im Schwarzwald mit der Gemeinde Wutach 3. Gemeindeverwaltungsverband Jestetten mit Sitz in Jestetten; Mitgliedsgemeinden: Dettighofen, Jestetten und Lottstetten 4. Gemeindeverwaltungsverband Küssaberg mit Sitz in Küssaberg; Mitgliedsgemeinden: Küssaberg und Hohentengen am Hochrhein 5. Gemeindeverwaltungsverband „Oberes Schlüchttal“ mit Sitz in Ühlingen-Birkendorf; Mitgliedsgemeinden: Grafenhausen und Ühlingen-Birkendorf 6. Gemeindeverwaltungsverband St. Blasien mit Sitz in St. Blasien; Mitgliedsgemeinden: Stadt St. Blasien und Gemeinden Bernau, Dachsberg (Südschwarzwald), Häusern, Höchenschwand, Ibach und Todtmoos 7. Vereinbarte Verwaltungsgemeinschaft der Stadt Waldshut-Tiengen mit den Gemeinden Dogern, Lauchringen und Weilheim 8. Vereinbarte Verwaltungsgemeinschaft der Gemeinde Wutöschingen mit der Gemeinde Eggingen | Weitere Gemeinden 1. Albbruck (7451) 2. Bernau im Schwarzwald (1806) 3. Dachsberg (Südschwarzwald) (1380) 4. Dettighofen (1131) 5. Dogern (2254) 6. Eggingen (1762) 7. Görwihl (4174) 8. Grafenhausen (2271) 9. Häusern (1304) 10. Herrischried (2648) 11. Höchenschwand (2563) 12. Hohentengen am Hochrhein (3633) 13. Ibach (337) 14. Jestetten (5290) 15. Klettgau (7445) 16. Küssaberg (5520) 17. Lauchringen (8137) 18. Lottstetten (2313) 19. Murg (6900) 20. Rickenbach (3764) 21. Todtmoos (1938) 22. Ühlingen-Birkendorf (5255) 23. Weilheim (3167) 24. Wutach (1192) 25. Wutöschingen (6726) |  |

## Gemeinden vor der Kreisreform

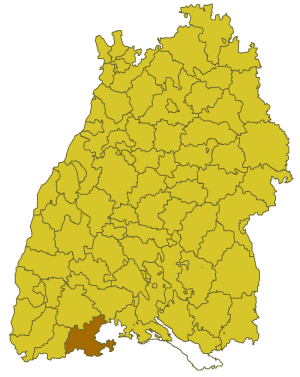
Karte des Landkreises Waldshut vor der Kreisreform

Vor der Kreisreform am 1. Januar 1973 bzw. vor der Gemeindereform gehörten zum alten Landkreis Waldshut seit 1936 insgesamt 81 Gemeinden, darunter die drei Städte Stühlingen, Tiengen (Oberrhein) (ab 3. September 1964 Tiengen/Hochrhein) und Waldshut.
Am 7. März 1968 stellte der Landtag von Baden-Württemberg die Weichen für eine Gemeindereform. Mit dem Gesetz zur Stärkung der Verwaltungskraft kleinerer Gemeinden war es möglich, dass sich kleinere Gemeinden freiwillig zu größeren Gemeinden vereinigen konnten. Den Anfang im alten Landkreis Waldshut machte die Gemeinde Immeneich, die sich am 1. Juli 1971 mit der Gemeinde Schlageten, Landkreis Säckingen, zur neuen Gemeinde Albtal vereinigte, die somit ganz zum Landkreis Waldshut gehörte, der sich dadurch entsprechend vergrößerte. In der Folgezeit reduzierte sich die Zahl der Gemeinden stetig, bis der Landkreis Waldshut schließlich 1973 aufgelöst wurde bzw. im vergrößerten Landkreis Waldshut aufging.
Die größte Gemeinde des alten Landkreises Waldshut war die Kreisstadt Waldshut. Die kleinste Gemeinde war Staufen. Der alte Landkreis Waldshut umfasste zuletzt eine Fläche von 590 Quadratkilometern und hatte bei der Volkszählung 1970 insgesamt 71.975 Einwohner.
In der folgenden Tabelle wird die Einwohnerentwicklung des Bezirksamts bzw. des alten Landkreises Waldshut bis 1970 angegeben. Der Umfang des Bezirksamts Waldshut wurde mehrfach geändert, zuletzt 1936 bei der Abgabe von Gemeinden an das Bezirksamt Säckingen.
| Datum | Einwohner | Quelle |
| ----- | --------- | ------ |
| 1814  | 10.951    | [ 47 ] |
| 1834  | 24.914    | [ 48 ] |
| 1852  | 24.892    | [ 49 ] |
| 1871  | 34.684    | [ 50 ] |
| 1890  | 33.079    | [ 51 ] |
| 1910  | 34.574    | [ 52 ] |

| Datum              | Einwohner | Quelle |
| ------------------ | --------- | ------ |
| 1925               | 50.045    | [ 53 ] |
| 1933               | 53.700    | [ 53 ] |
| 17. Mai 1939       | 46.070    | [ 54 ] |
| 13. September 1950 | 54.407    | [ 54 ] |
| 6. Juni 1961       | 65.266    | [ 54 ] |
| 27. Mai 1970       | 71.975    | [ 54 ] |

Die folgende Tabelle enthält die Gemeinden des alten Landkreises Waldshut vor der Gemeindereform. Alle Gemeinden gehören auch heute noch zum Landkreis Waldshut.
| frühere Gemeinde         | heutige Gemeinde         | Einwohner am 6. Juni 1961 |
| ------------------------ | ------------------------ | ------------------------- |
| Aichen                   | Waldshut-Tiengen         | 363                       |
| Albbruck                 | Albbruck                 | 2.472                     |
| Altenburg                | Jestetten                | 831                       |
| Amrigschwand             | Höchenschwand            | 425                       |
| Baltersweil              | Dettighofen              | 301                       |
| Bannholz                 | Weilheim                 | 348                       |
| Bechtersbohl             | Küssaberg                | 219                       |
| Berau                    | Ühlingen-Birkendorf      | 556                       |
| Bergöschingen            | Hohentengen am Hochrhein | 183                       |
| Berwangen                | Dettighofen              | 158                       |
| Bettmaringen             | Stühlingen               | 449                       |
| Bierbronnen              | Weilheim                 | 243                       |
| Birkendorf im Vogelsang  | Ühlingen-Birkendorf      | 582                       |
| Birkingen                | Albbruck                 | 323                       |
| Birndorf                 | Albbruck                 | 445                       |
| Blumegg                  | Stühlingen               | 267                       |
| Breitenfeld              | Waldshut-Tiengen         | 152                       |
| Brenden                  | Ühlingen-Birkendorf      | 198                       |
| Buch                     | Albbruck                 | 633                       |
| Bühl                     | Klettgau                 | 329                       |
| Dangstetten              | Küssaberg                | 637                       |
| Degernau                 | Wutöschingen             | 353                       |
| Dettighofen              | Dettighofen              | 470                       |
| Detzeln                  | Waldshut-Tiengen         | 244                       |
| Dillendorf               | Bonndorf im Schwarzwald  | 344                       |
| Dogern                   | Dogern                   | 1.421                     |
| Eberfingen               | Stühlingen               | 361                       |
| Erzingen                 | Klettgau                 | 2.296                     |
| Eschbach                 | Waldshut-Tiengen         | 324                       |
| Geißlingen               | Klettgau                 | 640                       |
| Grießen                  | Klettgau                 | 1.617                     |
| Grimmelshofen            | Stühlingen               | 400                       |
| Gurtweil                 | Waldshut-Tiengen         | 1.026                     |
| Höchenschwand            | Höchenschwand            | 756                       |
| Hohentengen              | Hohentengen am Hochrhein | 1.136                     |
| Horheim                  | Wutöschingen             | 887                       |
| Hürrlingen               | Ühlingen-Birkendorf      | 220                       |
| Immeneich                | St. Blasien              | 170                       |
| Indlekofen               | Waldshut-Tiengen         | 273                       |
| Jestetten                | Jestetten                | 2.263                     |
| Kadelburg                | Küssaberg                | 1.168                     |
| Krenkingen               | Waldshut-Tiengen         | 278                       |
| Küßnach                  | Küssaberg                | 140                       |
| Lausheim                 | Stühlingen               | 265                       |
| Lembach                  | Wutach                   | 191                       |
| Lienheim                 | Hohentengen am Hochrhein | 576                       |
| Lottstetten              | Lottstetten              | 1.313                     |
| Mauchen                  | Stühlingen               | 466                       |
| Mettenberg               | Grafenhausen             | 217                       |
| Nöggenschwiel            | Weilheim                 | 358                       |
| Oberalpfen               | Waldshut-Tiengen         | 286                       |
| Obereggingen             | Eggingen                 | 291                       |
| Oberlauchringen          | Lauchringen              | 1.442                     |
| Obermettingen            | Ühlingen-Birkendorf      | 210                       |
| Oberwangen               | Stühlingen               | 185                       |
| Ofteringen               | Wutöschingen             | 310                       |
| Rechberg                 | Klettgau                 | 278                       |
| Reckingen                | Küssaberg                | 287                       |
| Remetschwiel             | Weilheim                 | 359                       |
| Rheinheim                | Küssaberg                | 572                       |
| Riedern am Sand          | Klettgau                 | 268                       |
| Riedern am Wald          | Ühlingen-Birkendorf      | 377                       |
| Schwaningen              | Stühlingen               | 329                       |
| Schwerzen                | Wutöschingen             | 592                       |
| Staufen                  | Grafenhausen             | 116                       |
| Stetten                  | Hohentengen am Hochrhein | 378                       |
| Stühlingen, Stadt        | Stühlingen               | 1.747                     |
| Tiefenhäusern            | Höchenschwand            | 353                       |
| Tiengen/Hochrhein, Stadt | Waldshut-Tiengen         | 6.832                     |
| Ühlingen                 | Ühlingen-Birkendorf      | 729                       |
| Unteralpfen              | Albbruck                 | 598                       |
| Untereggingen            | Eggingen                 | 737                       |
| Unterlauchringen         | Lauchringen              | 2.579                     |
| Untermettingen           | Ühlingen-Birkendorf      | 682                       |
| Unterwangen              | Stühlingen               | 157                       |
| Waldkirch                | Waldshut-Tiengen         | 450                       |
| Waldshut, Stadt          | Waldshut-Tiengen         | 10.883                    |
| Weilheim                 | Weilheim                 | 586                       |
| Weisweil                 | Klettgau                 | 282                       |
| Weizen                   | Stühlingen               | 609                       |
| Wutöschingen             | Wutöschingen             | 1.475                     |

## Kfz-Kennzeichen
Am 1. Juli 1956 wurde dem Landkreis bei der Einführung der bis heute gültigen Kfz-Kennzeichen das Unterscheidungszeichen WT zugewiesen. Es wird durchgängig bis heute ausgegeben.
Bis in die 1990er Jahre erhielten Fahrzeuge aus dem Altkreis Säckingen Kennzeichen mit den Buchstabenpaaren AA bis KY und den Zahlen von 100 bis 999.
Am 14. Oktober 2020 stimmte der Kreistag im Rahmen der Kennzeichenliberalisierung für eine Wiedereinführung des Altkennzeichens SÄK, das seit dem 15. März 2021 ausgegeben wird.